# 李多奎
李多奎（1898年11月20日—1974年7月25日），原名李萬選，字子青，河北河間人，京劇演員，工老旦。
出身慶壽和科班，師承羅福山先生。開創世稱多派或李派的京劇老旦藝術流派。
弟子有中華人民共和國成立前收的李盛泉、李金泉，中華人民共和國成立后收的赵鸣华、安辉、李鸣岩、林丽娟、程静华、李多芬、王梦云、王晓临、贾效冬、徐东祥、卢慧秋、萧彩琴、许爱华等。